# Порта Вестфалика
Порта Вестфалика (њем. Porta Westfalica) град је у њемачкој савезној држави Северна Рајна-Вестфалија. Једно је од 11 општинских средишта округа Минден-Либеке. Према процјени из 2010. у граду је живјело 35.449 становника. Посједује регионалну шифру (AGS) 5770032, NUTS (DEA46) и LOCODE (DE POW) код.

## Географски и демографски подаци
Порта Вестфалика се налази у савезној држави Северна Рајна-Вестфалија у округу Минден-Либеке. Град се налази на надморској висини од 70 метара. Површина општине износи 105,2 km². У самом граду је, према процјени из 2010. године, живјело 35.449 становника. Просјечна густина становништва износи 337 становника/km².

## Међународна сарадња
| Мјесто  | Држава | Врста сарадње | Од    |
| ------- | ------ | ------------- | ----- |
| Вотерлу | САД    | партнерство   | 1980. |
| Извор   |        |               |       |